# 후쿠야마 호텔 화재

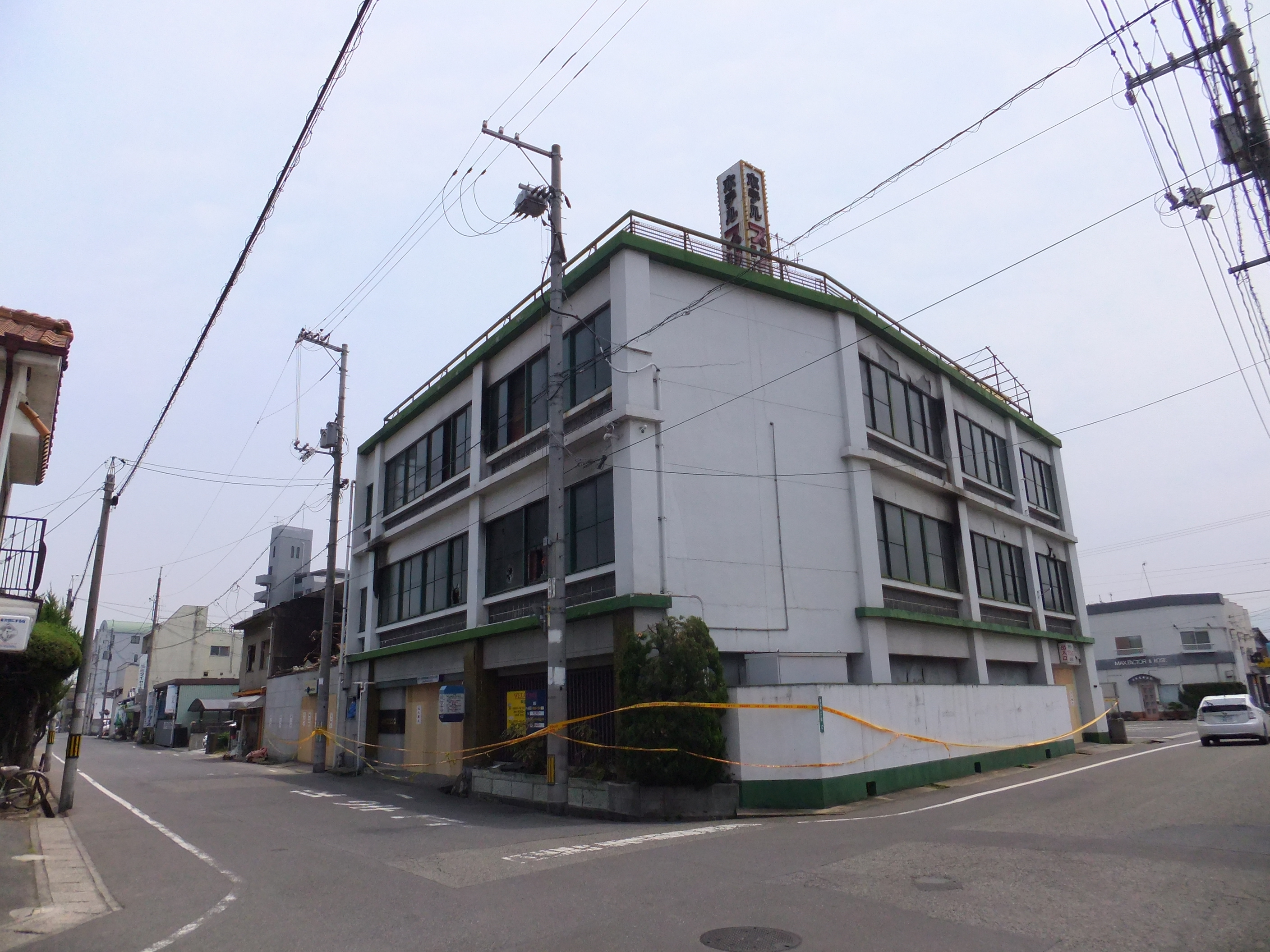
주택가의 중심지를 위주로 호텔이 입지한 상태로 드러나고 있다.

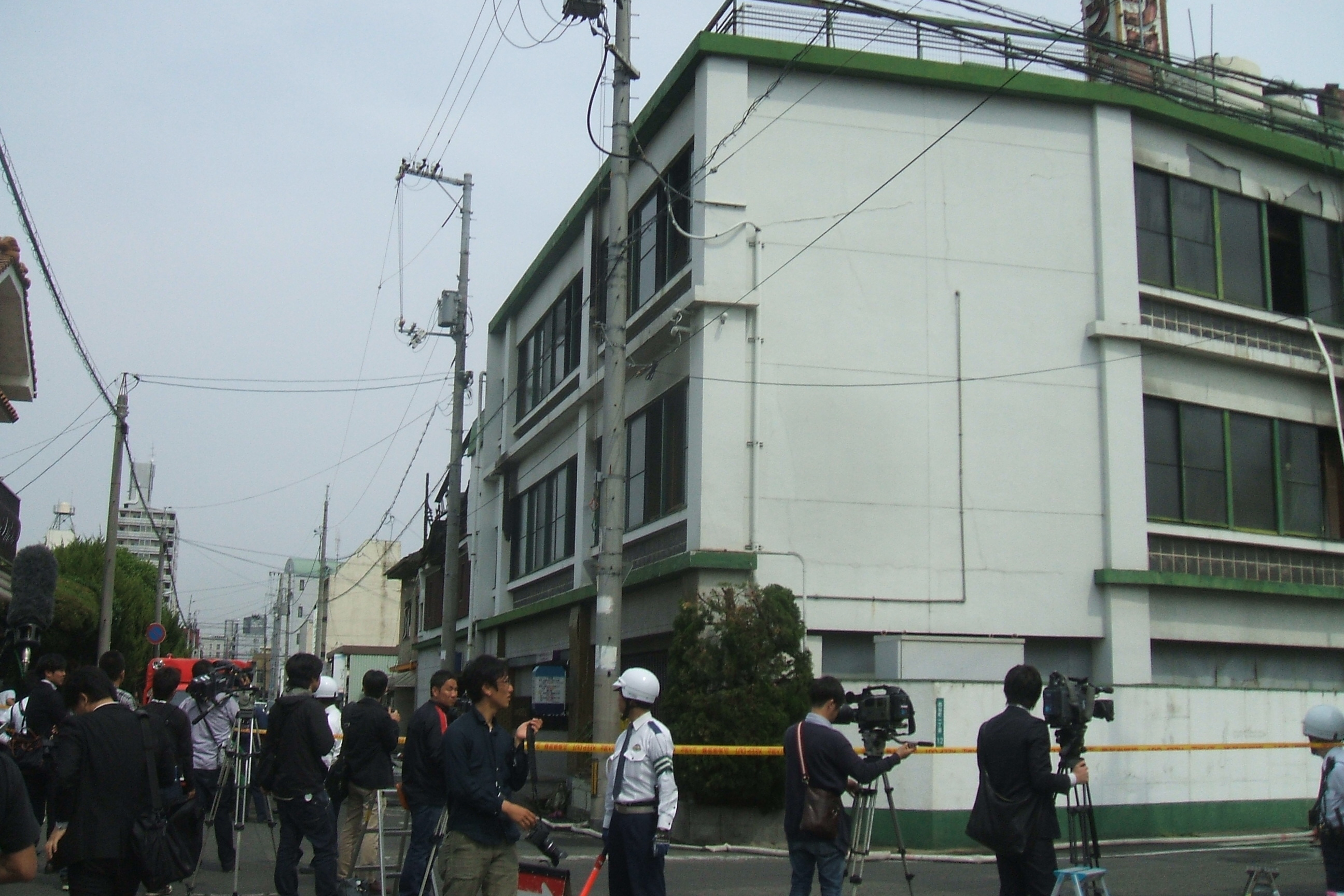
화재가 진화된 뒤, 취재하고 있는 보도 기자와 카메라맨들의 모습. 철근 부분에 7명의 희생자가 발생된 것으로 보인다.

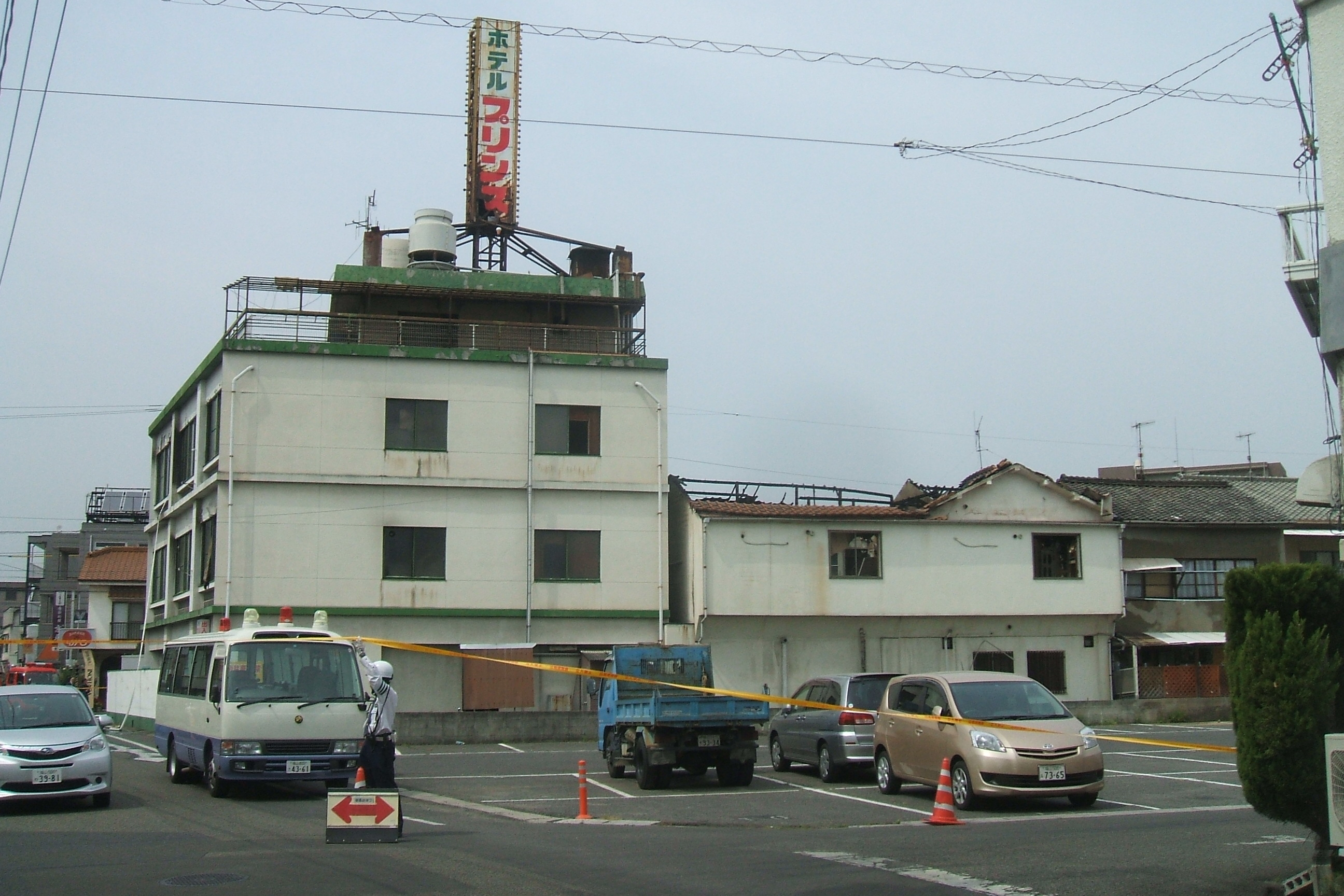
건물의 뒷편에서 철근 콘크리트 구조와 목조가 연결된 부분을 가진 구조이다.

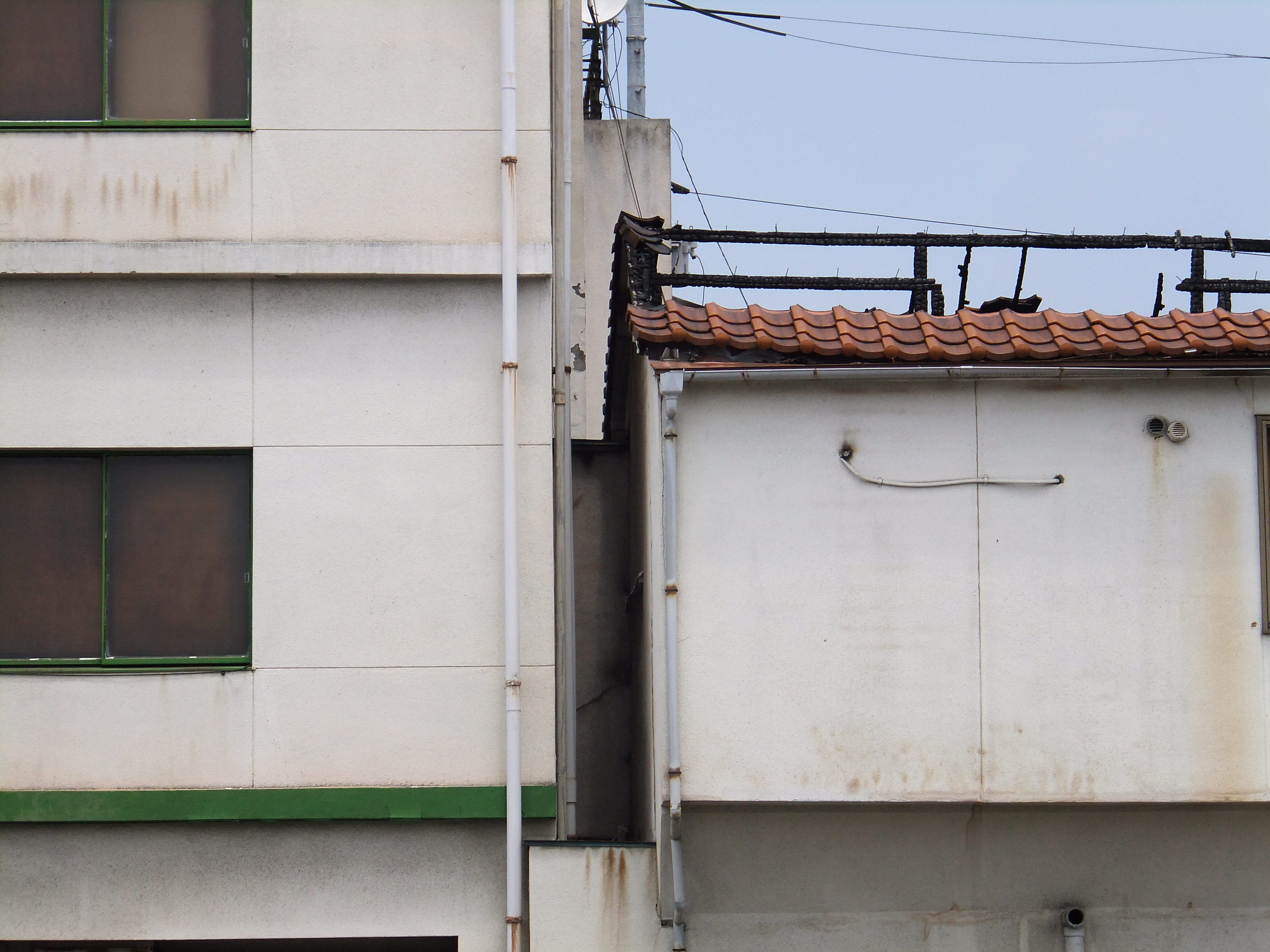
건물 접속부의 확대판.

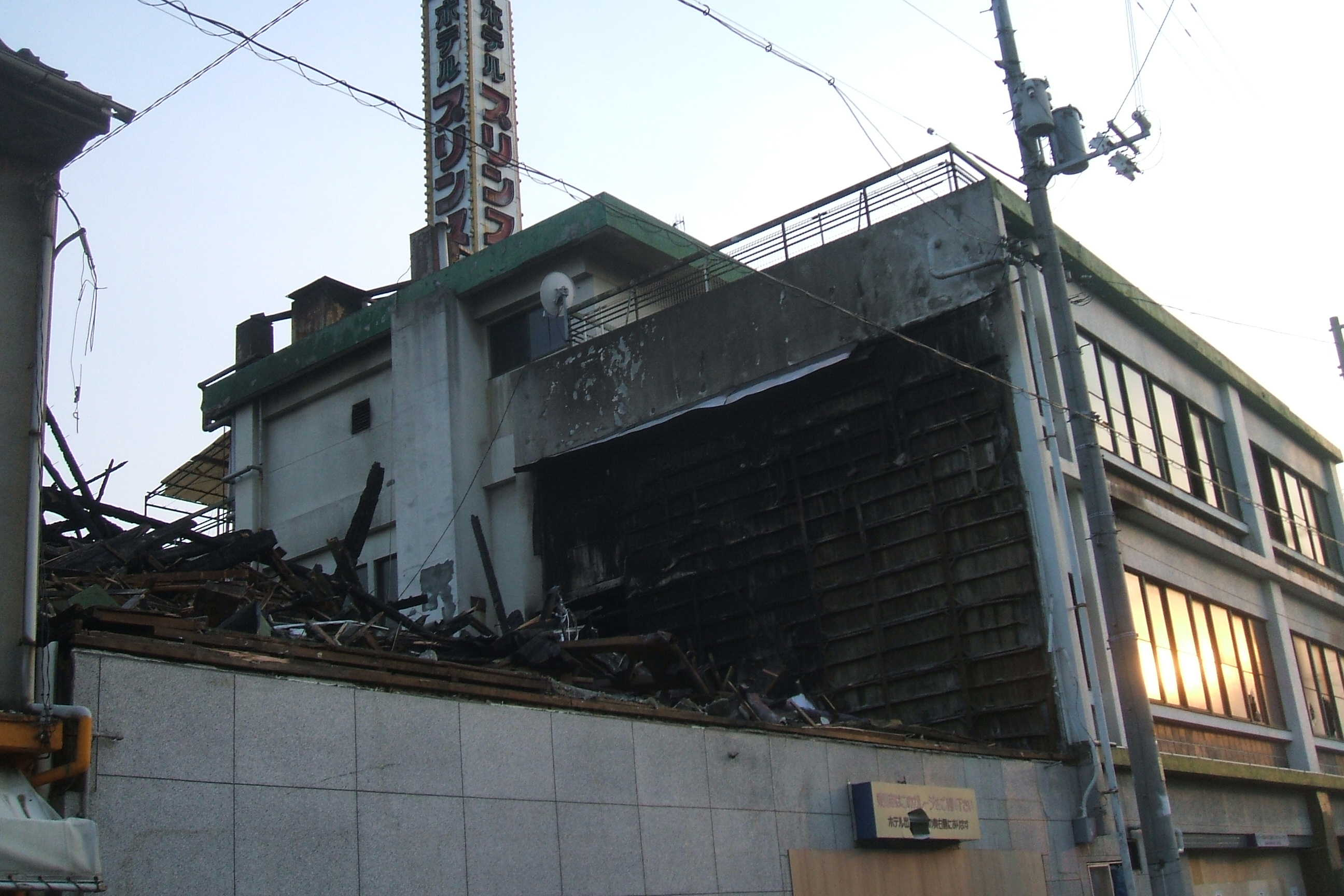
목조 2층 부분이 붕괴되어 있어 이슬이 형성된 내력벽의 모습. 상기 사항과 같이 목조와 철근 등 양쪽이 모두 일체화하고 있는 것이 증명된다. (화재 발생 5일차가 된 시점에 촬영)

후쿠야마 호텔 화재(일본어: 福山ホテル火災)는 2012년 5월 13일 오전 7시 즈음 일본 히로시마현 후쿠야마시에 위치하게 되어 있는 호텔인 호텔 프린스(ホテルプリンス)에 화재가 발생되었다. 이 화재 사고로 7명이 숨지고 3명이 다치는 사건이기도 하다. 화재가 발생되었을 당시 일본 경찰 당국에 따르면, 호텔 프린스에서 발생된 화재로 여성 4명과 남성 3명이 각각 숨졌으며, 화재가 일어난 해당 호텔에서는 약 20명이 투숙한 상태에 이르고 있었다. 그리고 이 화재는 사건 발생 3시간 만인 오전 10시쯤 진화된 상태이다. 당시 사망자 중에서 중국인 희생자도 소수 있었던 것으로 전하고 있다.

## 같이 보기
- 후쿠오카시 정형외과 의원 화재
- 제천 스포츠센터 화재
- 뉴남산호텔 화재
- 밀양 세종병원 화재